# Blood & Stone
Blood & Stone è il tredicesimo album in studio del gruppo musicale statunitense Sevendust, pubblicato nel 2020.

## Tracce
Testi e musiche di Sevendust.
1. Dying to Live – 3:09
2. Love – 3:58
3. Blood from a Stone – 3:22
4. Feel Like Going On – 4:21
5. What You've Become – 3:44
6. Kill Me – 3:38
7. Nothing Left to See Here Anymore – 3:30
8. Desperation – 3:33
9. Criminal – 4:16
10. Against the World – 4:01
11. Alone – 3:38
12. Wish You Well – 3:17
13. The Day I Tried to Live (Soundgarden cover) – 4:56 (Chris Cornell)

### Edizione Deluxe
1. Dying to Live (Jake Bowen remix) – 4:08
2. Kill Me (Richard Wicander remix) – 2:53
3. What You've Become (Justin deBlieck remix) – 3:41
4. All I Really Know – 3:34
5. What You Are – 3:27

## Formazione
- Lajon Witherspoon – voce
- Clint Lowery – chitarra, cori
- John Connolly – chitarra, cori
- Vinnie Hornsby – basso, cori
- Morgan Rose – batteria, cori